# بلمونته متزانیو
بلمونته متزانیو (به ایتالیایی: Belmonte Mezzagno) یک کومونه در ایتالیا است که در استان پالرمو واقع شده‌است.

## خصوصیات
بلمونته متزانیو ۲۹٫۲ کیلومترمربع مساحت و ۱۰٬۴۲۴ نفر جمعیت دارد و ۳۵۶ متر بالاتر از سطح دریا واقع شده‌است.